# Sanitaristas mirins

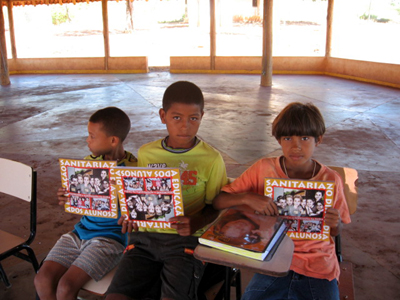
Sanitaristas Mirins na tribo dos Xacriabás

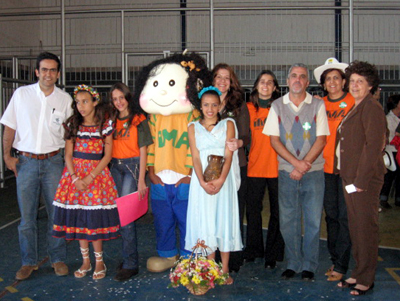
Solenidade de encerramento do projeto em Araxá

O Projeto Sanitaristas Mirins (PSM), desenvolvido pelo Instituto Mineiro de Agropecuária em Minas Gerais, no Brasil, tem como objetivo disponibilizar informações sanitárias agropecuárias para promover mudanças cognitivas nos alunos do ensino fundamental, proporcionando novos comportamentos (em cadeia) principalmente no que se refere à sanidade animal, vegetal, ambiental e segurança alimentar.

## Abrangência
Um universo de mais de 105 mil alunos e professores, em mais de 1.000 Escolas Estaduais e Municipais, já foram contemplados com atividades do Projeto Sanitaristas Mirins nas 20 Coordenadorias Regionais, no período de 2003 a 2017.

## Livro
Desde 2006, o Projeto Sanitaristas Mirins conta com a publicação de um livro exclusivo, ricamente ilustrado. Este livro recebeu a chancela da Secretaria de Educação do Estado de Minas Gerais como livro didático-pedagógico de qualidade.

## Conteúdo
Saúde animal (doenças dos animais que são transmitidas ao homem – zoonoses – e aquelas que causam prejuízos aos produtores rurais e à economia do Estado, exemplo: brucelose, raiva, tuberculose, febre aftosa, anemia infecciosa equina, mormo, doenças de aves e suínos etc.);
Sanidade vegetal (doenças e pragas que atacam as lavouras, frutas, citros, grãos etc., uso correto dos agrotóxicos);
Segurança alimentar (inspeção de produtos de origem animal, embalagens, rótulos, agroindústria familiar, certificação de produtos etc.);
Certificação (o que é, importância e selos do IMA);
Meio ambiente (descarte correto de frascos de vacinas e medicamentos, embalagens de agrotóxicos, como evitar a contaminação das pastagens e rios, tratamento correto de resíduos dos laticínios e frigoríficos, controle da população de morcegos etc.).

## Objetivos do projeto
Espera-se, com o desenvolvimento do PSM contribuir para:
Agregar novos conhecimentos ao ensino fundamental e médio;
Ampliar a divulgação e controle de doenças animais e vegetais para os escolares e a sociedade de modo geral;
Promover a qualidade de vida das famílias, principalmente rurais, favorecendo a saúde pública e a segurança alimentar, com controle da sanidade animal e vegetal e a conservação ambiental;
Despertar o interesse dos jovens pela permanência no campo.